# اره کمانی

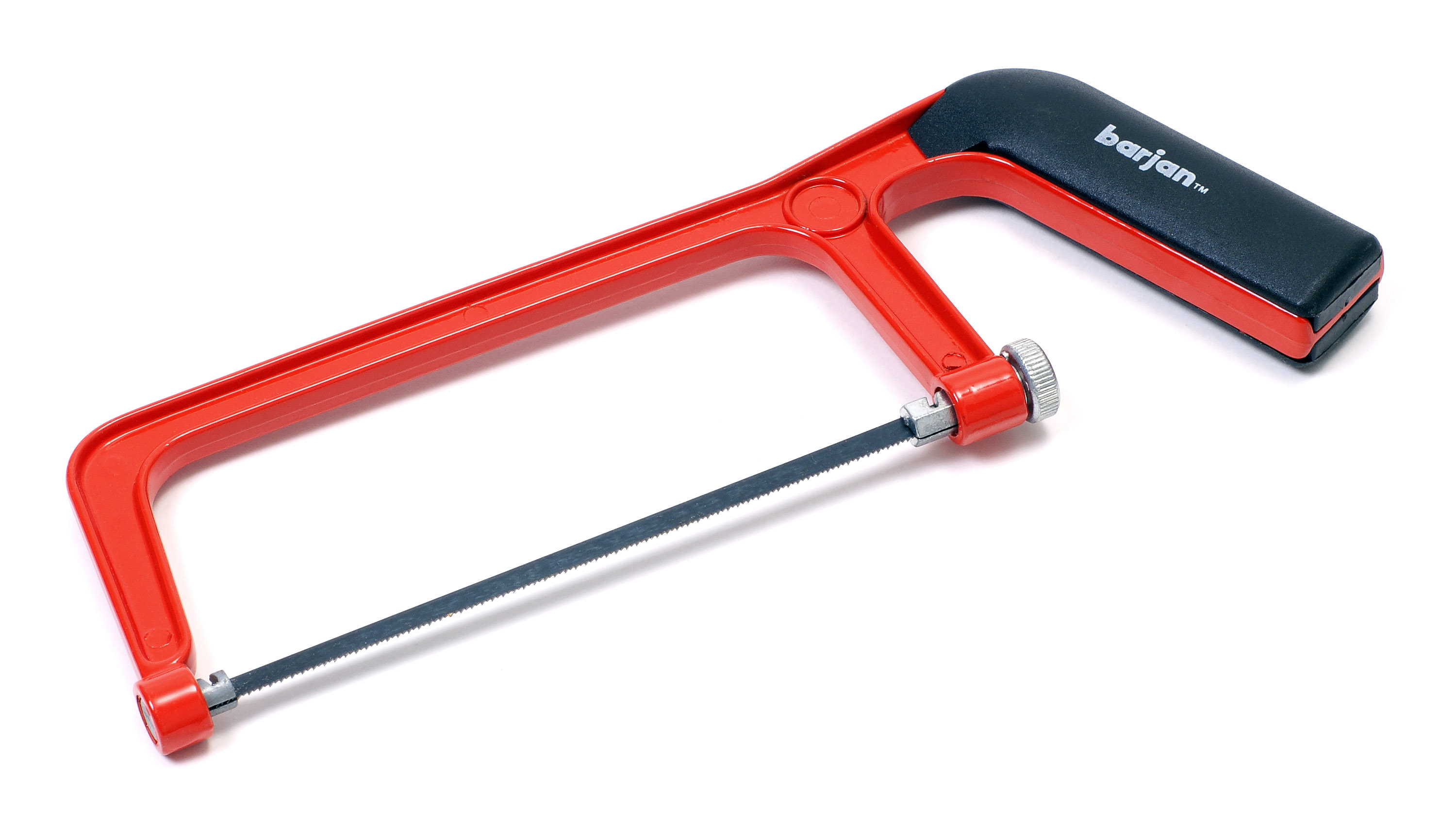
اره کمانی

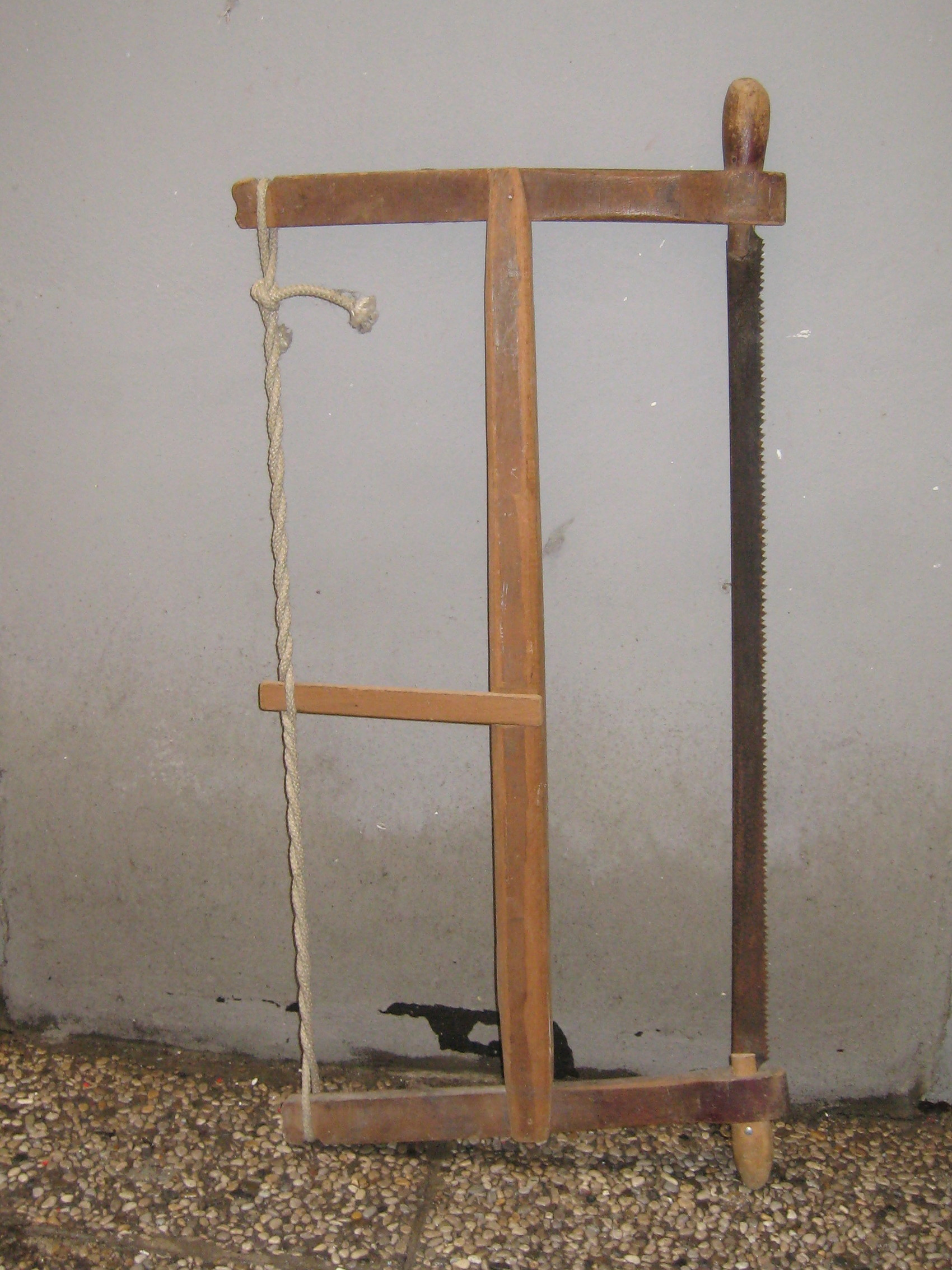
اره کلافی

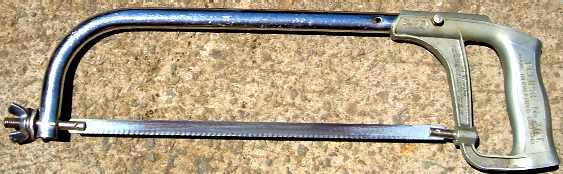
اره آهن‌بر

اره کمانی یا اره آهن‌بر نوعی اره است که دارای کلافی فلزی است و تیغه آن باریک و با اندازه دندانه‌های مختلف می‌باشد.

## اره کلافی
اره کلافی شکل قدیمی اره کمانی است که کمان آن از چوب هست و طول تیغه آن ۶۰۰ تا ۷۰۰ میلی‌متر و ضخامت آن ۱ میلی‌متر است. این اره دیگر در کارگاه‌های نجاری و صنعت کاربرد ندارد.

## مشخصات
تیغهٔ این اره در انواع مختلف ساخته می‌شود که معمولاً بین ۱ تا ۱۵ میلی‌متر عرض دارد و تا ۶۰ سانتیمتر طول ساخته می‌شود.

## کاربرد
این اره در نجاری برای برش صفحات فشرده و نازک کاربرد دارد و در شغل‌های دیگر، مانند لوله‌کشی و برش آهن و پرفیل یا برش صفحات پلاستیک کاربرد دارد.